# Türkçe Top 20
Türkçe Top 20 är Turkiets officiella spellista, och består enbart av turkiskspråkiga singlar. Listan publiceras av Nielsen Music Control.
Listorna publiceras varje vecka på Nielsens webbplats. Billboard Türkiye använder Nielsens statisik för sin singellista.